# Salvatore Racalbuto
Salvatore Racalbuto (Palma di Montechiaro, 28 settembre 1961) è un ex arbitro di calcio italiano.

## Carriera
Ha esordito come arbitro nella Serie B il 6 settembre 1992 in Taranto-Pisa 0-0. Pochi mesi dopo è arrivata la prima gara in Serie A: Ancona-Parma 1-1.
L'anno successivo vince il "Premio Giorgio Bernardi", destinato al miglior giovane arbitro debuttante in Serie A.
In tutto ha diretto 163 partite in Serie A (tra cui alcune "classiche", come una Milan-Juventus, una Juventus-Roma e due Inter-Roma) e 119 in Serie B.
Nella sua carriera è stato anche protagonista di una denuncia di tentato illecito, quando dichiarò che i dirigenti del Licata avevano tentato di corromperlo, sebbene questa accusa non fu mai provata.

## Calciopoli
Nella primavera 2006 viene iscritto nel registro degli indagati della Procura di Napoli in relazione all'inchiesta Calciopoli: infatti il suo nome compare nelle intercettazioni agli atti, in particolare in riferimento alla partita Roma-Juventus del campionato di Serie A 2004-2005.
In seguito, però, all'avvenuta notificazione presso di lui della richiesta di rinvio a giudizio da parte della Procura di Napoli, che gli contestò il reato di frode sportiva (inchiesta Calciopoli sotto il profilo penale), Racalbuto venne sospeso in via cautelare dall'AIA in attesa che si chiarisse meglio la sua posizione, benché fosse già uscito dall'organico CAN.
Per questi stessi addebiti, nell'agosto 2008 viene condannato dalla Commissione Disciplinare della F.I.G.C. ad un anno e sei mesi di inibizione, mentre sotto il profilo penale Racalbuto è stato rinviato a giudizio dinanzi al Tribunale di Napoli, che lo ha condannato in primo grado di giudizio.

## Ritiro dall'attività agonistica
È stato dismesso nel giugno del 2006 dall'attività di arbitro per raggiunti limiti d'età.
Ora insegna come docente di educazione fisica all’ istituto superiore "Da Vinci-Pascoli” di Gallarate.